# Империя Великих Моголов
Империя Великих Мого́лов (Мого́льская империя, Государство Бабури́дов; самоназвания — Хиндустан, Могулистан, Султанат Аль-Хинд) — государство, существовавшее на территории современной Индии, Пакистана, Бангладеш и юго-восточного Афганистана в 1526—1540 и 1555—1858 годах (фактически же — до середины XVIII века). В течение примерно двух столетий границы империи простиралась от внешних границ реки Инда на западе, северного Афганистана на северо-западе, Кашмира на севере до Ассама на востоке и Деканского плоскогорья в Южной Индии.
Империя была основана в 1526 году полководцем Бабуром, родом из Андижана, современный Узбекистан, вынужденным вместе со своими соратниками откочевать из Средней Азии на территорию Индостана. В составе войска Бабура были представители разных народов и племён, входивших в состав государства Тимуридов того времени, такие, как, например, тюркские, могольские, монгольские и другие племена. Бабур разгромил армию делийского султана Ибрахим-шаха Лоди в первой битве при Панипате, а затем покорил раджпутов и афганцев. Внук же Бабура, Акбар, был не только полководцем, но и реформатором и законодателем, серьёзно поменявшим системы административного управления и налогообложения империи; без значительных изменений они просуществовала до самого падения Великих Моголов. Акбар ввёл сельскохозяйственные налоги, которые служили основой бюджета империи. Эти налоги, составлявшие более половины урожая крестьянина, должны были выплачиваться серебряными деньгами, а не продуктами крестьянского труда, как раньше. Это заставляло крестьян и ремесленников вступать в рыночные отношения для получения денег, что привело к экономическому росту. Последним значительным правителем империи был Аурангзеб, во время правления которого империя расширила свои владения до максимальных исторических величин. Однако чрезмерные усилия императора по завоеванию соседних стран и пренебрежение ко внутренним делам привели к тому, что эти завоевания только ослабили государство. Несметные сокровища, накопленные предыдущими падишахами, были растрачены Аурангзебом на поддержание хрупкой стабильности трещавшей по швам империи, развалившейся сразу после его смерти в начале XVIII века. Междоусобицы сыновей и внуков Аурангзеба помешали Моголам отразить удары персов и натиск Маратхской конфедерации, захватившей значительную часть территории могольского государства, и превратившей некогда могучих могольских императоров в своих марионеток. Маратхи были завоёваны британцами и ослабевшим моголам не оставалось иного выбора, как также признать зависимость от британцев. Последние императоры жили в своём дворце, не имея никакой настоящей власти, вплоть до 1857 года, когда после восстания сипаев Британия ликвидировала Могольскую империю.
Относительный мир, поддерживавшийся империей на протяжении большей части XVII века, обусловил рост экономики Индии. Растущее присутствие Европы в Индийском океане и её растущий спрос на индийское сырьё и готовую продукцию привели к ещё большему богатству двора Великих Моголов. Богатство могольской элиты привело к покровительству ею живописи, литературы, моды и архитектуры, особенно во времена правления Шах-Джахана. Среди объектов Всемирного наследия ЮНЕСКО могольской эпохи — Агра-форт, город Фатехпур-Сикри, Красный форт, Мавзолей Хумаюна, Лахорская крепость и знаменитый Тадж-Махал.
Название «Великие Моголы» появилось уже при английских колонизаторах, ни основатель Империи, ни его потомки сами себя так не называли. Термин «могол» применялся индусским населением для обозначения всех мусульман Северной Индии и Центральной Азии.

## О названии государства и династии
Современники называли империю, основанную Бабуром, империей Тимуридов, что отражало происхождение его династии, и этот термин предпочитали сами Моголы.
Моголы называли свою собственную династию Гурканы (перс. گورکانیان‎, Gūrkāniyān, дословно «зятья»).
Согласно ряду исследователей, термин могол восходит к персидскому, индийскому, а также арабскому названию монголов, и в нём подчёркивалось монгольское происхождение династии Тимуридов. В свою очередь, советский востоковед В. В. Бартольд считал, что Тимур происходил из монгольского племени барлас.
Бабур использовал название могул, монгол применительно к нецивилизованным, негородским, кочевым жителям степей. Согласно Е. Ю. Ваниной, в последующем слово «могол», иначе «мугхал», «мугул» (то есть монгол) стало в Индии названием части мусульманской военно-феодальной элиты, а за пределами Индии — названием утвердившейся на делийском престоле династии.
Другим названием империи было Хиндустан, которое было зафиксировано в Айн-и-Акбари и которое было описано как наиболее близкое к официальному названию империи.
На западе термин «моголы» использовался для обозначения императора и, соответственно, империи в целом. Это название стало широкоупотребимым в XIX веке.

## Происхождение династии Моголов
Ричард Фольц утверждает, что Бабур был скорее тюрком. Он называет его отца наполовину тимуридом-тюрком и наполовину чагатаидом, а мать — наполовину чагатаидкой и наполовину монголкой; при этом все чагатаиды к тому времени уже были тюркизированы. Ж. Шальон также описывает Бабура как «тюркоговорящего чагатаида». «Чагатайским тюрком» называют его Н. К. Синха и А. Ч. Банерджи.
Более радикальную позицию занимает М. Х. Нури, который говорит о правомерности суждения, согласно которому Бабура и его потомков можно рассматривать как «узбекскую династию, правившую в Индии на протяжении более 300 лет».
Сами моголы утверждали, что происходят от основателя Монгольской империи Чингисхана. Тем не менее, предки Бабура резко отличались от классических монголов в той мере, в какой они ориентировались на персидскую, а не на тюрко-монгольскую культуру. В официальных документах Моголов их династия именовалась одновременно «Монгольской» и «Тюркской». Члены династии были двуязычными и говорили на тюркском и персидском языках. Правители империи из династии Бабуридов обладали сложной титулатурой, основу которой составлял персидский титул «падишах», принятый Бабуром в 1506 году.
Говоря о происхождении Бабура, ряд исследователей, как отмечает Е. И. Руденко, также подчёркивает его монгольские корни. Например, Дж. В. Лобо и С. Бхаттачарья однозначно считают его монголом. В 1918 году Э. Б. Хейвелл писал о том, что отец Бабура был тюрко-монголом, а мать — чистой монголкой. Сам Бабур, выходец из города Андижан, писал в своих мемуарах: «Жители Андиджана — все тюрки; в городе и на базаре нет человека, который бы не знал по-тюркски. Говор народа сходен с литературным». «Мемуары Бабура написаны на той разновидности турецкого языка, которая известна под названием тюркского языка, являющегося родным языком Бабура», — писал английский востоковед Е. Дениссон Росс. Потомки Бабура свободно владели кроме родного тюркского, персидским, а некоторые знали хинди и арабский.

## История империи Великих Моголов

### Предыстория
В средневековой Индии не сложилось единого государства и сильной центральной власти. Существовало несколько десятков мелких и крупных государств, враждовавших друг с другом. Их правители носили титулы раджей и махараджей. В это время Индия часто становилась жертвой иноземных завоевателей, которых влекли богатства страны.
Уже в раннем средневековье в Индию проникали разные племена, в числе их были тюркские, гуннские (прежде всего гунны — хунну), восточноиранские, индоарийские.
В начале XI века, воспользовавшись раздорами между индийскими государствами, в страну вторглись мусульмане во главе с тюркским правителем Газневидского государства — Махмудом Газневи. В XIII веке весь север Индии оказался под властью тюркских мусульманских султанов. Столицей возникшего государства стал город Дели, а само оно получило название Делийский султанат. Отобранные у раджей земли были дарованы тюркской мусульманской знати, тысячи индийских храмов были разрушены, а на их месте построены мечети.
Создав сильное государство, делийские султаны смогли отбить нашествие монголов в XIII веке. В начале XIV века началось ослабление Делийского султаната, а после вторжения в Индию Тамерлана (Тимура) в 1398—1399 гг. произошёл распад султаната. В XV веке его пределы ограничивались двуречьем Ганга и Джамны. В 1526 году остатки Делийского султаната были захвачены Великими Моголами.

### Основание и ранние годы

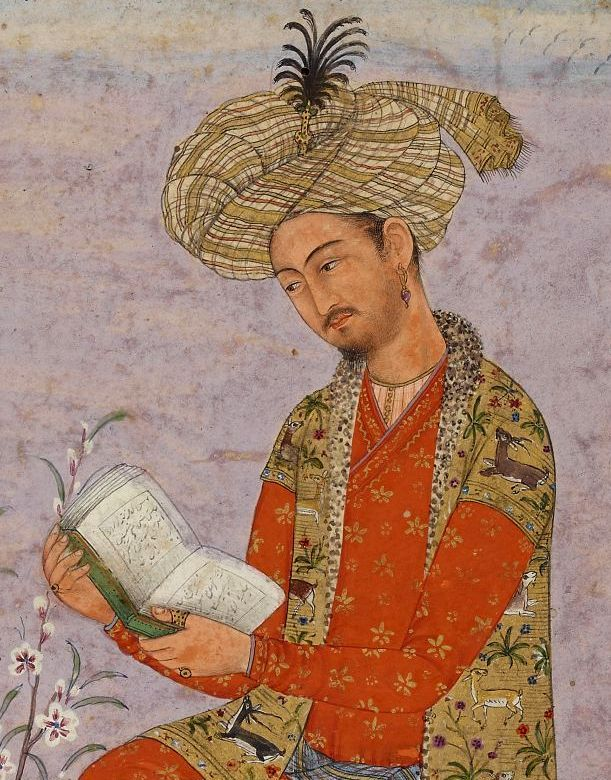
Бабур

Основатель империи Великих Моголов — Захиреддин Мухаммед Бабур (14 февраля 1483 года — 26 декабря 1530 года). Бабур был потомком Тамерлана из рода Барлас. Правил в городе Андижане (совр. Узбекистан) и был вынужден бежать от войск Мухаммеда Шейбани-хана вначале в Афганистан (Герат), а затем в 1526 году пошёл с походом в Северную Индию. Как подчёркивал сам Бабур, на его стороне при покорении Индии в 1526—1527 годах сражались узбекские генералы — султаны: Касим Хусейн султан, Бихуб султан, Танг Атмиш султан, а также Махмуд хан Нухани из Газипура, Куки, [брат] Баба Кашка, Тулмиш Узбек, Курбан Чахри.
Сын Бабура, Хумаюн (правил в 1530—1556 гг.), унаследовал от отца государство в Индии, простиравшееся от Ганга до Кабула, но не удержал его, и более 15 лет власть над Индией принадлежала афганской династии Суридов.

### Правление Акбара

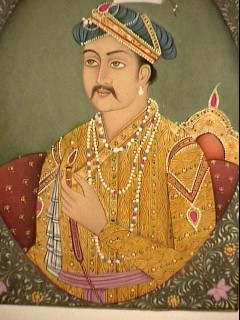
Акбар

Собственно основателем империи Великих Моголов является сын Хумаюна — Акбар (1556—1605). Правление Акбара (49 лет) было посвящено объединению и умиротворению государства. Независимые мусульманские государства он превратил в провинции своей империи, индусских раджей сделал своими вассалами, частью путём союзов, частью силой.
Назначение министров, наместников и других чиновников из индусов снискало расположение и преданность индусского населения новому монарху. Был уничтожен ненавистный налог на немусульман.
Акбар перевёл на персидский язык священные книги и эпические поэмы индусов, интересовался их религией и уважал их законы, хотя запретил некоторые бесчеловечные обычаи. Последние годы его жизни были омрачены семейными неурядицами и поведением старшего его сына, Селима, мстительного и жестокого, восставшего против отца.
Акбар был одним из самых видных мусульманских правителей Индии. Отличаясь большим военным талантом (не проиграл ни одного сражения), он не любил войны и предпочитал мирные занятия.
Проникнутый широкой веротерпимостью, Акбар не только допускал свободное обсуждение догматов ислама, но и ввёл в качестве государственной новую синкретичную религиозную доктрину Дин-и илахи («божественную веру») — смесь верований и обрядов ислама, индуизма, парсизма, джайнизма и христианства. Главой новой религии признавался сам Акбар, в руках которого сосредоточилась светская и религиозная власть. Акбар надеялся, что созданная им религия установит согласие между подданными в сфере религии.

### Джахангир
Преемник Акбара, Селим, принял титул Джахангира («завоеватель мира»). В его правление (1605—1627) империя Моголов вела успешные боевые действия против раджпутов, добившись того, что Мевар стал её вассальным княжеством. Он также пытался завоевать Декан, но неудачно. Джахангир отправлял значительные средства на реставрацию мавзолея своего предка Тимура в Самарканде. Последние годы его царствования ознаменованы частыми восстаниями сыновей и полководцев падишаха.

### Шах-Джахан

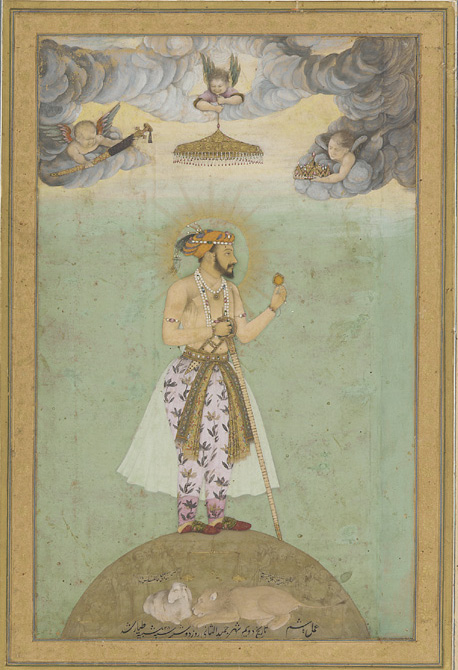
Шах-Джахан

Преемник Селима, Джахан, начал своё правление с умерщвления родного брата и других родственников, но это не помешало ему быть справедливым монархом, хорошим хозяином, экономным настолько, насколько это позволяли ему его блестящие постройки, пышный двор и далёкие походы. Он завоевал Декан и оставил великолепные постройки в Агре и Дели.
При нём империя Моголов достигла высшего великолепия и могущества; доходы её возросли до 92 миллионов фунтов стерлингов в год. Роскошь двора, по описаниям европейских путешественников, имела сказочный характер. Трон в виде павлина, сделанного из драгоценных камней, стоил 6,5 млн фунтов стерлингов. В 1645 году Шах-Джахан пытался присоединить к своему государству родину своего предка Бабура, но был разбит силами Аштарханидов.

### Аурангзеб
Третий сын Джахана, Аурангзеб, восстал, низложил отца, запер его в крепость (где тот и умер в 1666 году) и объявил себя императором (1658), приняв титул Аламгира (владыка вселенной). Он правил до 1707 года и довёл свою империю до наибольших размеров, однако пошатнул её силу.
Индусов он совсем оттолкнул от себя. При Аурангзебе продолжались завоевания в Южной Индии, начатые его предшественниками. В Декане в это время возникла новая политическая величина — маратхи. Вождь племени маратхов, воинственный и энергичный Сиваджи (1627—1680), ревностный приверженец индуизма и заклятый враг мусульман, провозгласил себя независимым царём.
При сыне Сиваджи, Сибхаджи, столица маратхов была взята, и могущество их, казалось, сокрушено (1701). Но после партизанской войны маратхи опять собрались с силами и в 1705 году вернули свои укреплённые места, тогда как Аурангзеб истощил свои богатства, войска и собственные физические силы в длинной, неудачной войне.
Последние дни жизни его были омрачены подозрением сыновей в измене и боязнью, что с ним поступят так же, как он — со своим отцом. Его внутренняя политика разрушала отчасти труды его предшественников.
Индусское дворянство, составлявшее опору Акбара, сделалось при Аурангзебе фактором позднейшего разложения и падения империи Моголов. В 1677 году отложились раджпуты, а в 1680 году к ним присоединился мятежный сын Аурангзеба — Акбар со своим отрядом. С этих пор раджпуты более не входили в состав империи Моголов.

### После Аурангзеба
Богатство империи Аурангзеба, несмотря на вечные смуты, было очень велико. Валовой доход империи в 1695 году достигал ещё 80 млн фн. стерл. Ближайшие преемники Аурангзеба были куклами в руках своих полководцев и придворных, которые сажали их на престол, руководили ими и убивали при малейшей попытке освободиться от их опеки.
Некоторое время Великие Моголы ещё правили империей из Дели, но из 6 ближайших наследников Аурангзеба двое (сын Аурангзеба — Бахадур Шах I, 1707—1712 годах, и старший сын последнего, Джахандар Шах, 1712—1713 гг.) были под опекой министра Зульфикар Хана, а четверо остальных (Фарук Сийяр, племянник Джахандар Шаха, два его преемника, правившие всего несколько месяцев, и Мухаммед Шах, внук Багадур Шаха, царствовавший с 1719 по 1748 годы) являются креатурами двух авантюристов, братьев Саидов (Гуссейн и Абдалла), прозванных «делателями царей».
В 1710 году произошло восстание сикхов в Пенджабе, усмирённое только в 1716 году с неслыханной жестокостью.
Джагирдары, получавшие от императора не столько землю, сколько право сбора налога с неё, стремились выжать из крестьян как можно больше. Их владения, которые все более приобретали наследственный характер, они пытались сделать независимыми от центральной власти.

### Распад и падение империи

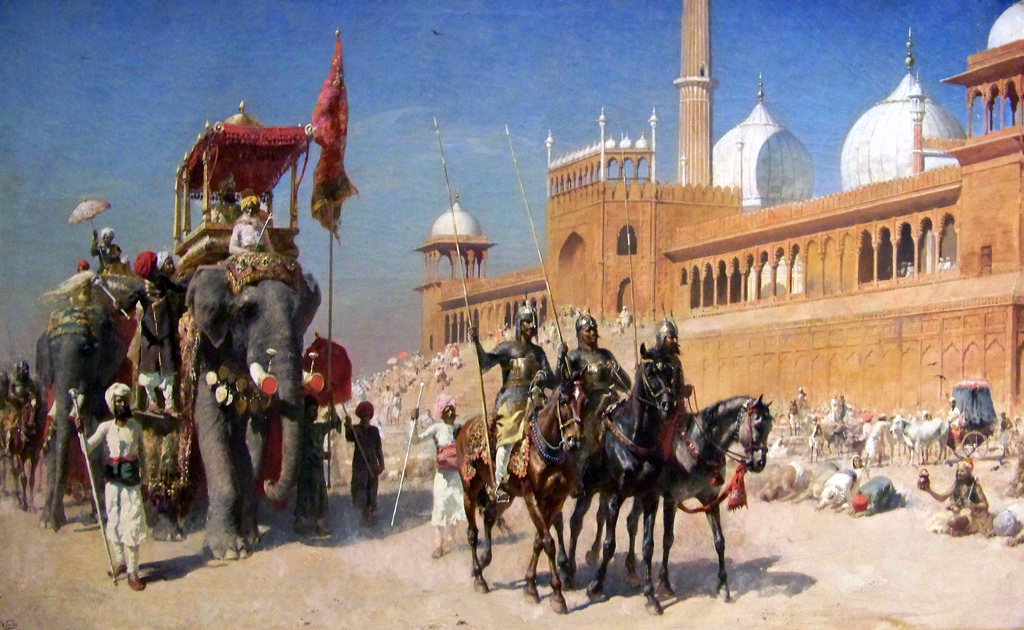
Эдвин Лорд Уикс. «Возвращение Великого Могола из Соборной мечети Дели». 1886 г.

С 1720 года начинается распад империи. В этом году при султане Мухамед Шахе наместник Декана Низам-уль-Мульк (1720—1748) образовывал своё независимое государство. Его примеру последовал наместник Ауда Саадат Али Хан I, сделавшийся из простого персидского купца визирем, а потом первым навабом аудским, под именем Наваба Визиря аудского (1732—1743).
Маратхи наложили дань на всю Южную Индию, прорвались сквозь восточную Индию на север и вынудили у Мухамеда Шаха уступку Малвы (1743), а у его сына и преемника Ахмада Шаха (1748—1754) отняли Ориссу и получили право дани с Бенгала (1751).
К внутренним раздорам присоединились нападения извне. В 1739 году персидский Надир-шах совершил набег на Индию. После взятия Дели и 58-дневного грабежа города персы возвратились домой через северо-западные проходы с добычей, оценённой в 32 миллиона фунтов стерлингов.
За персами последовали афганцы, несколько раз врывавшиеся в Индию под предводительством Ахмад-шаха Дуррани и возвращавшиеся после страшных зверств с богатой добычей.
Кабул, последнее афганское владение Моголов, был отнят у них ещё в 1738 году; целые области были опустошены афганцами, а их население вырезано или уведено в рабство. В 1754 году султан Ахмад Шах был низложен, и его место занял Аламгир II, который скоро был убит (1759) своим первым министром Гази Эддином.
В этот период всё более важную роль в делах Могольской империи играет Британская Ост-Индская компания. Падишахи периодически пытались бороться с англичанами, но, в конце концов, склонились к союзу с Компанией против враждебных им феодалов.
В этом же году маратхи завладели Северной Индией и взяли город Дели. В 1761 году между ними и афганцами с Ахмад-шахом Дуррани во главе происходит третья битва при Панипате, в которой остаются победителями афганцы. Тем не менее, мусульмане уже не могут удержать владычества над Индией, которое достаётся маратхам. Номинальным императором Дели после смерти Аламгира II являлся Шах Алам II.
В 1780-е годы Центральная Индия стала ареной войны между мусульманскими и маратхскими феодалами за господство над землями Могольской империи. В 1789 году победили маратхи, формально восстановившие власть Великих Моголов, но фактически сами ставшие хозяевами на землях бывшей империи, включая Дели.
В 1803 году, в ходе 2-й англо-маратхской войны Дели захватили войска Ост-Индской компании. Престарелый Шах-Алам окончательно признал власть англичан. 23 мая 1805 года падишаху было назначено постоянное содержание — 120 тысяч фунтов стерлингов. С этого времени он перестал быть сюзереном и не управлял даже теми территориями, с которых получал доходы. В распоряжении Шах-Алама остался только Красный форт в Дели. За его стенами управление городом и окрестностями находилось в руках английского резидента. В следующем году Шах-Алам умер. Его сын Акбар II и внук Бахадур Шах II хоть и носили титул падишахов, но не имели никакой реальной власти и проводили время в обществе наложниц, придворных поэтов и музыкантов.
На 82-м году жизни Бахадур-шаху суждено было сыграть заметную роль в ходе Индийского народного восстания 1857—1858 годов. 11 мая 1857 года восставшие сипаи заняли Дели и заставили Бахадур-шаха подписать воззвание, в котором падишах сообщал о восстановлении имперской власти и призывал всех индусов объединиться для борьбы за родину и веру. Таким образом, волею восставших беспомощный, но сильный духом старец был поставлен во главе антианглийского восстания.
В сентябре 1858 года английские войска штурмом взяли Дели, Бахадур-шах сдался в плен. Англичане объявили о ликвидации Могольской империи. Бахадур-шах, приговорённый английским судом к ссылке, умер в 1862 году в Рангуне.
На этом история Империи Великих Моголов окончательно завершилась.

## Административная система империи

### Правительство
Империя Великих Моголов была высокоцентрализованным и бюрократизированным государством. Свой основной облик и организацию, не сильно менявшиеся впоследствии, имперское правительство приняло в результате реформ Акбара Великого. Во главе государства стоял император, непосредственно под ним находились четыре министерства. Министерство финансов отвечало за контроль над доходами с имперских территорий, подсчёт налоговых поступлений и использование этой информации для распределения назначений. Военное министерство возглавлялось чиновником под названием мир-бахши и отвечало за организацию армии и разведки, посыльную службу и систему мансабдари. Министерство, отвечавшее за законы и религию находилось в ведении чиновника, который назывался садр ас-судр; он назначал судей и управлял благотворительными организациями и стипендиями. Четвёртое министерство занималось императорским хозяйством и общественными работами.
Империя была разделена на провинции (субы), во главе каждой из которых стоял губернатор провинции, называемый субадаром. Структура центрального правительства была зеркально отражена на провинциальном уровне: в каждой субе были свои бахши, садр ас-судр и министр финансов, которые, однако, подчинялись непосредственно центральному правительству, а не субадару. Субы состояли из более мелких территориальных единиц — саркаров (округов), а те, в свою очередь, складывались из первичных налогооблагаемых административных единиц, называемых паргана или махалля. Могольское правительство в паргане или махалле состояло из мусульманского судьи и местного сборщика налогов.

### Столицы
На протяжении своей истории, Империя Великих Моголов успела сменить несколько столиц. Это были города Агра, Дели, Лахор и Фатехпур-Сикри. Столица переносилась не единожды, но много раз, как правило между вышеперечисленных городов. Некоторые города также служили кратковременными столицами, как это было в случае с переездом Аурангзеба в Аурангабад в Махараштре.
Иногда перенос столицы был вызван политическими и военными причинами, но перемены происходили и по идеологическим причинам (например, в случае основания Акбаром Фатехпур-Сикри), или даже просто потому, что затраты на создание новой столицы были незначительными. Ситуации, когда одновременно существовали две столицы, случались в истории Великих Моголов несколько раз.
Императорский лагерь, используемый для военных экспедиций и поездок правителя, также служил своего рода мобильной, «де-факто» административной столицей. Со времён Акбара лагеря Моголов были огромных размеров, в них размещался двор, свита, а также солдаты и рабочие. Вся управление империей осуществлялись в них. Могольские императоры проводили в этих лагерях значительную часть периода своего правления.
После Аурангзеба столицей Великих Моголов окончательно стал обнесённый стеной город Шахджаханабад (сегодня Старый Дели).

### Законы
Правовая система Империи Великих Моголов развивалась на протяжении всего периода существования государства. Будучи мусульманским государством, империя следовала фикху, в своей основе имперская правовая система была мусульманской. Однако также учитывались административные правила, местные обычаи и политические интересы. Это было связано с персидским влиянием на идеологию империи Великих Моголов, а также с тем фактом, что большинство населения империи не было мусульманами.
Империя Великих Моголов придерживалась ханафитские правовые нормы, унаследованные от её предшественника, Делийского султаната. К ним относились «Китаб аль Хидоя» Бурхануддина аль-Маргинани и «Фатава ат-Татарханийя» (религиозные решения эмира Татархана). В период правления Аурангзеба был написан правовой сборник «Аль-Фатава аль-Аламгирийя». Этот сборник ханафитского права был призван служить правовым справочником для Великих Моголов, учитывающим индийскую специфику.
Империя Великих Моголов также опиралась на персидские представления о царской власти. В частности, это означало, что император Великих Моголов считался верховным авторитетом в юридических вопросах.
Суды в империи Великих Моголов обычно возглавлял исламский судья — кади. Могольский кади отвечал за отправление правосудия, включая разрешение споров, осуждение людей за преступления, рассмотрение дел о наследстве и сиротах. Кади также исполнял роль нотариуса, поскольку его печать требовалась для заверения сделок и налоговых записей. Кади не были единой должностью, а составляли иерархию. Например, самым простым кади был кади паргана (района). Более престижными были должности кади аль-куддат (судья судей), сопровождавший передвижной императорский лагерь, и кади-и лашкар (судья армии). Кади обычно назначались либо самим императором, либо садр-ус-судр (министром судей и благотворительных учреждений). Под юрисдикцией кади находились как мусульмане, так и немусульмане.
Джагирдар (местный сборщик налогов) был ещё одним видом чиновников. Подданные империи Великих Моголов также обращались со своими жалобами в суды высших должностных лиц, которые обладали большей властью и карательной силой, чем местный кади. К таким чиновникам относились котвал (управляющий местной полицией), фаудждар (офицер, управляющий несколькими округами и имеющий в подчинении солдат) и самый могущественный — субахдар (провинциальный губернатор). В некоторых случаях император сам отправлял правосудие напрямую. Известен тот факт, что Джахангир установил в форте Агры «цепь правосудия», которую любой обиженный подданный мог потрясти, чтобы привлечь внимание императора и обойти неэффективных чиновников.
Самоуправляемые суды, действующие на уровне общины или деревни, были широко распространены, но документация о них скудна. Например, неясно, как действовали панчаяты (деревенские советы) в эпоху Великих Моголов.

## Экономика империи
Экономика Индии при Великих Моголах была большой по объёму и процветающей. В эпоху Великих Моголов ВВП Индии в 1600 году оценивался в 22 % мировой экономики, второй по величине в мире, уступая только Минскому Китаю, но превосходя Европу. К 1700 году ВВП Индии эпохи Великих Моголов вырос до 24 % мировой экономики, крупнейшей в мире, больше, чем в Цинском Китае и Западной Европе. Империя Великих Моголов производила около 25 % мировой промышленной продукции вплоть до XVIII века. Рост ВВП Индии увеличился при империи Великих Моголов, причём темпы роста ВВП Индии в эпоху Великих Моголов были выше, чем за 1500 лет до эпохи Великих Моголов. Экономика Индии времён Великих Моголов достигла состояния протоиндустриализации, подобно Западной Европе XVIII века времён непосредственно перед Промышленной революцией.
Моголы были ответственны за введение единой валюты и строительство обширной дорожной сети.:185–204 Она была жизненно важна для экономики и безопасности империи. Министерство общественных работ проектировало, строило и обслуживало дороги, связывающие города по всей империи, облегчая перемещение и торговлю.
Акбар ввёл сельскохозяйственные налоги, которые служили основой бюджета империи. Эти налоги, составлявшие более половины урожая крестьянина, должны были выплачиваться серебряными деньгами, а не продуктами крестьянского труда, как раньше. Это заставляло крестьян и ремесленников вступать в рыночные отношения для получения денег, что привело к экономическому росту.

### Валюта

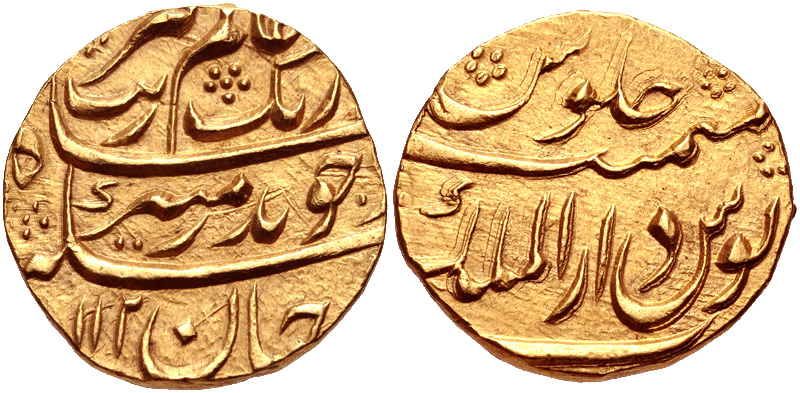
Монета Аурангзеба, отчеканенная в Кабуле в 1691 или 1692 году

Моголы ввели стандарт на рупию (серебряную монету) и дам (медную монету), которые, впрочем, были введены в качестве валюты Шер-Шахом во время его недолгого правления. В начале правления Акбара за одну рупию давали 48 дамов, затем в 1580-х годах стало 38 дамов за рупию, а в XVII веке стоимость дама ещё больше возросла в результате усиления промышленного использования меди, например, в бронзовых пушках и латунной посуде. Дам был самой распространённой монетой во времена Акбара, но потом самой распространённой монетой стала рупия. Позднее, в конце правления Джахангира, стоимость дама составляла 30 за рупию, а затем 16 за рупию к 1660-м годам. Моголы чеканили монеты, отличавшиеся высокой чистотой, никогда не опускавшейся ниже 96 %, до начала порчи монет в 1720-х годах.
Несмотря на наличие в Индии собственных запасов золота и серебра, моголы почти не добывали собственного золота, а в основном чеканили монеты из импортированных слитков, что было обусловлено сильной экспортной экономикой империи, когда мировой спрос на индийскую сельскохозяйственную и промышленную продукцию притягивал в Индию постоянный поток драгоценных металлов. Около 80 % имперского импорта составляли слитки, в основном серебряные, причём основными производителями слитков были Новый Свет и Япония, которые в свою очередь импортировали большое количество текстиля и шёлка из Бенгалии.

### Сельское хозяйство
Во времена империи Великих Моголов в Индии выросло сельскохозяйственное производство. Выращивались различные культуры, как продовольственные, такие как пшеница, рис и ячмень, и непродовольственные, такие как хлопок, индиго и опиум. К середине 17 века индийские земледельцы начали широко выращивать две новые культуры, привезённые из Америки — кукурузу и табак.
Имперское правительство уделяло особое внимание аграрной реформе, которая хоть и началась при правлении династии Суридов, но была перенята и расширена Акбаром. Гражданская администрация была организована по меритократическому принципу: повышение чиновника по службе зависело от результатов его работы. Правительство Великих Моголов финансировало строительство оросительных систем по всей империи, что позволило получить гораздо более высокие урожаи и увеличить чистый доход, что привело к росту сельскохозяйственного производства.
Главной реформой, введённой Акбаром, была замена натурального налога, ранее распространённого в Индии, на денежную налоговую систему, основанную на единой валюте. Система доходов поощряла выращивание более дорогих товарных культур, таких как хлопок, индиго, сахарный тростник, различные деревья и опиум, обеспечивая государственные стимулы для выращивания товарных культур в дополнение к растущему рыночному спросу. В рамках этой реформы могольское правительство также проводило обширную кадастровую съёмку для оценки площади земель, обрабатываемых плугом, при этом правительство поощряло более широкое возделывание земли, предлагая свободные от налогов периоды тем, кто вводил новые земли в обработку. Рост сельскохозяйственного производства продолжился и при последующих падишахах, включая Аурангзеба, чей фирман от 1665 года гласил: «всё повышенное внимание и желания императора посвящены увеличению населения и земледелия империи и благосостоянию всего крестьянства и всего народа».
Сельское хозяйство Моголов было в некотором роде передовым по сравнению с европейским сельским хозяйством того времени, примером чего может служить широкое использование сеялки среди индийских крестьян до её внедрения в Европе. В то время как средний крестьянин во всём мире умел выращивать лишь несколько культур, средний индийский крестьянин умел выращивать широкий спектр продовольственных и непродовольственных культур, что повышало производительность его труда. Индийские крестьяне также быстро учились выращивать новые прибыльные культуры, таким как кукуруза и табак из Нового Света, которые быстро и широко распространились по всей империи между 1600 и 1650 годами. Бенгальские крестьяне быстро освоили методы выращивания шелковицы и шелководства, благодаря чему Бенгальская суба стала одним из мировых лидеров по производству шёлка. Сахарные мельницы были изобретены в Индии незадолго до эпохи Великих Моголов. Свидетельства об использовании дышла для помола сахара появляются в Дели в 1540 году, но могут относиться и к более раннему времени; в основном такие устройства использовались на севере Индийского субконтинента. Сахарные мельницы стали общепринятыми в империи к XVII веку.
По мнению историка экономики Иммануила Валлерстайна, ссылающегося на данные Ирфана Хабиба, Персиваля Спира и Ашока Десаи, сельскохозяйственное производство на душу населения и стандарты потребления в Индии Моголов XVII века были, вероятно, выше, чем в Европе XVII века, и уж точно выше, чем в Британской Индии начала XX века. Повышение производительности сельского хозяйства привело к снижению цен на продовольствие. В свою очередь, это благоприятно сказалось на индийской текстильной промышленности. По сравнению с Британией, цена на зерно в Южной Индии была примерно в два раза ниже, а в Бенгалии — на одну треть, в пересчёте на серебряную монету. Это привело к снижению цен на серебряные монеты для индийского текстиля, что дало ему ценовое преимущество на мировых рынках.

### Промышленность
До 1750 года Индия производила около 25 % мировой промышленной продукции. Промышленные товары и товарные культуры из империи Великих Моголов продавались по всему миру. Ключевые отрасли промышленности включали текстильную, судостроительную и сталелитейную. Продукция обрабатывающей промышленности включала в себя хлопчатобумажный текстиль, пряжу, нитки, шёлк, изделия из джута, металлические изделия и продукты питания, такие как сахар и масло. Рост обрабатывающей промышленности на Индийском субконтиненте в эпоху Могольской империи в 17-18 веках называют формой протоиндустриализации, подобно Западной Европе XVIII века времён непосредственно предшествующих Промышленной революции.
В Европе раннего Нового времени существовал большой спрос на продукцию из Индии, особенно на текстиль, а также на такие товары, как специи, перец, индиго, шёлк и селитра. Европейская мода, например, стала все больше зависеть от индийского текстиля и шёлка. С конца XVII до начала XVIII века на долю Могольской империи приходилось 95 % британского импорта из Азии, а на одну только Бенгальскую субу приходилось 40 % голландского импорта из Азии. В отличие от этого, спрос на европейские товары в Могольской Индии, которая была в значительной степени самодостаточной, был очень мал, поэтому европейцам было нечего предложить, за исключением некоторых видов шерсти, необработанных металлов и некоторых предметов роскоши. Торговый дисбаланс заставил европейцев экспортировать большое количество золота и серебра в Могольскую Индию, чтобы оплатить импорт из Южной Азии. Индийские товары, особенно из Бенгалии, также экспортировались в больших количествах на другие азиатские рынки, например в Индонезию и Японию.

#### Текстильная промышленность
Крупнейшей отраслью промышленности было текстильное производство, особенно производство хлопчатобумажных тканей, например ситца или Муслина самых разнообразных цветов. Текстиль составлял значительную долю могольского экспорта. В начале XVIII века доля Индии в мировой торговле текстилем составляла 25 %. Индийский текстиль был самым важным промышленным товаром в мировой торговле в XVIII веке, его потребляли во всем мире: от Америки до Японии. К началу XVIII века в индийские ткани одевались люди во всей Индии, в Юго-Восточной Азии, Европе, Америке, Африке и на Ближнем Востоке. Самым важным центром производства хлопка была Бенгалия, особенно область вокруг Дакки.
На Бенгалию приходилось более 50 % текстиля и около 80 % шёлка, импортируемого голландцами из Азии, бенгальский шёлковый и хлопковый текстиль в больших количествах экспортировался в Европу, Индонезию и Японию. Бенгальский муслин из Дакки продавался в Центральной Азии, где он был известен как «дака». Индийский текстиль на протяжении веков доминировал в торговле в Индийском океане, им торговали и в Атлантическом океане, например в Западной Африке, где торговля им занимала 38 % всего рынка. В Европе особенно ценили индийский ситец. Индийские ткани активно перепродавали: в начале XVIII века 20 % от общей английской торговли с Южной Европой составляли индийские ткани.
Коттон-джин был изобретён в Индии в эпоху раннего Делийского султаната, XIII—XIV века. Он вошёл в широкий обиход в Индии примерно в XVI веке, и используется в Индии по сей день. Производство хлопка, который, в основном пряли в деревнях, а затем доставляли в города в виде пряжи для изготовления тканей, было усовершенствовано распространением прялки по всей Индии незадолго до эпохи Великих Моголов, что снизило стоимость пряжи и способствовало росту спроса на хлопок. Распространение прялки, а также усовершенствование конструкции коттон-джина привело к значительному расширению индийского текстильного производства в эпоху Моголов.

Однажды Акбар спросил своих придворных, какой цветок самый красивый. Одни ответили, что роза, из лепестков которой добывают драгоценный итр, другие — лотос, слава каждой индийской деревни. Но Бирбал сказал: «Хлопковая коробочка». Раздался презрительный смех, и Акбар попросил объяснений. Бирбал сказал: «Ваше Величество, из хлопка получается тонкая ткань, которую ценят купцы за морями и которая прославила вашу империю на весь мир. Аромат вашей славы намного превосходит аромат роз и жасмина. Вот почему я говорю, что хлопковая коробочка — самый красивый цветок».

#### Судостроительная промышленность
Империя Великих Моголов обладала крупной судостроительной промышленностью, которая также была в основном сосредоточена в Бенгалии. Историк экономики Индраджит Рей оценивает судостроительное производство Бенгалии в XVI и XVII веках в 223 250 тонн в год, по сравнению с 23 061 тонной, произведённой в различных североамериканских колониях с 1769 по 1771 год. Он также оценивает судоремонт в Бенгалии как очень развитый.
Индийское судостроение, особенно в Бенгалии, было передовым по сравнению с европейским судостроением того времени, причём индийцы продавали корабли европейским фирмам. Важным нововведением в судостроении стало внедрение на бенгальских судах плоской верхней палубы, в результате чего корпуса были более прочными и менее склонными к протечкам, чем структурно слабые корпуса традиционных европейских судов, построенных со ступенчатой палубой. Британская Ост-Индская компания позже, в 1760-х годах, скопировала конструкции палуб и корпусов бенгальских судов, что привело к значительному улучшению мореходности и навигации европейских кораблей.

### Бенгальская суба
Бенгальская суба была особенно процветающим регионом империи, с момента её захвата Великими Моголами в 1590 году и вплоть до захвата Британской Ост-Индской компанией в 1757 году. Это была самая богатая провинция империи Великих Моголов. Большая часть Индии зависела от бенгальских товаров, таких как рис, шёлк и хлопчатобумажные ткани. Европейцы зависели от бенгальских тканей, шёлка и опиума; например, на Бенгалию приходилось 40 % голландского импорта из Азии, включая более 50 % текстиля и около 80 % шёлка. Из Бенгалии селитра также поставлялась в Европу, опиум продавался в Индонезии, шёлк-сырец экспортировался в Японию и Нидерланды, а хлопчатобумажные и шёлковые ткани экспортировались в Европу, Индонезию и Японию.
Император Акбар сыграл ключевую роль в становлении Бенгалии как ведущего экономического центра империи, поскольку он начал вырубать джунгли для новых хлопковых плантаций. Бенгалия позже была названа императорами Моголов «раем народов». Моголы провели многие аграрные реформы, включая введение бенгальского календаря. Календарь сыграл важную роль в организации сбора урожая, сбора налогов и в бенгальской культуры в целом. Провинция была ведущим производителем зерна, соли, фруктов, ликёров и вин, драгоценных металлов и украшений. Её текстильная промышленность процветала, пользуясь покровительством властей, и превратила регион в центр мировой торговли муслином, пик которой пришёлся на XVII и XVIII века. Провинциальная столица Дакка стала торговой столицей империи. Под руководством суфиев, Моголы расширили посевные площади в дельте Ганга, что укрепило основы бенгальского общества.
1. После 150 лет правления могольских субадаров, в 1717 году Бенгалия обрела полунезависимость и находилась отныне под прямым руководством наваба Бенгалии. Навабы разрешили европейским компаниям, в том числе купцам из Великобритании, Франции, Нидерландов, Дании, Португалии и Австрии, создавать торговые посты по всему региону.  империя моголов  доминировала в банковском деле и судоходстве по всей Бенгалии. Европейцы считали Бенгалию самым богатым местом для торговли.[96] К концу XVIII века британцы захватили Бенгалию, положив тем самым конец её двухвековому процветанию.

### Положение трудящихся
По оценкам историка Ширин Моосви, в конце XVI века первичный сектор составлял 52 % экономики империи, вторичный — 18 %, и третичный — 29 %. Вторичный сектор экономики был больше, чем в Британской Индии начала XX века, где вторичный сектор составлял лишь 11 % в экономики. 18 % всех рабочих империи были горожанами, а 82 % работали на селе, однако горожане обеспечивали 52 % всей индийской экономики, а сельские жители только 48 %.
По мнению Стивена Бродберри и Бишнуприя Гупта, в XVI и XVII веках заработная плата в Индии в пересчёте на зерно была сопоставима с таковой английской, но в XVIII веке она составляла лишь 20-40 % от английской. Это оспаривается учёными Партасаратхи и Сиврамкришной. Партасаратхи приводит свои оценки, согласно которым в середине XVIII века заработная плата в текстильной промышленности в пересчёте на зерно в Бенгалии и Южной Индии была сопоставима с таковой британской. Аналогично, Сиврамкришна проанализировал сельскохозяйственные исследования, проведённые в Майсуре Фрэнсисом Бьюкененом в 1800—1801 годах, и пришёл к оценкам, что совокупный доход в пересчёте на пшено был в пять раз больше прожиточного минимума, в то время как соответствующий доход от риса был в три раза больше. Это можно сравнить с передовой частью Европы. Однако из-за скудости данных необходимы дополнительные исследования, прежде чем делать какие-либо выводы.
По данным Моосви, доход на душу населения в пересчёте на пшеницу в империи Великих Моголов в конце XVI века был на 1,24 % выше, чем в Британской Индии в начале XX века. Этот доход, однако, придётся пересмотреть в сторону уменьшения, если учитывать цены на промышленные товары, например, одежду. Однако по сравнению с продовольствием на душу населения расходы на одежду были гораздо меньше, поэтому относительный доход в 1595—1596 годах должен быть сопоставим с 1901—1910 годами. Однако в стране, где богатство накапливалось элитой, а не распределялось о всему обществу, заработная плата за ручной труд была низкой. В Индии Великих Моголов отношение к ручному труду было в целом терпимым, а некоторые религиозные культы в Северной Индии с гордостью утверждали высокий статус ручного труда. Рабство также существовало, однако рабы в основном были домашними слугами.

## Наука и технологии в империи
Астрономия
Хотя теоретической астрономии уделялось мало внимания, астрономы Великих Моголов разработали экспериментальную астрономию и написали около сотни трактатов о календаре. Султан Хумаюн построил частную обсерваторию недалеко от Дели . Приборы наблюдения, которыми пользовались могольские наблюдатели, основывались на исламских традициях. Неискаженный звездный шар, произведенный в Империи Великих Моголов, заслуживает особого внимания.
Химия
Шейх Дин Мухаммад многому научился у могольской алхимии и научился использовать щелочь и мыло для приготовления шампуня. Он также является одним из важных писателей, написавших информацию об Алам Шахе II. Шейх Дин Мухаммад написал богатую информацию о городах Дели и Аллахабад.
Шейх Дин Мохаммед был парикмахером британских королей Георга IV и Вильгельма IV. В то время у королей была проблема с быстрым выпадением волос, и шейх Дин Мухаммад ухаживал за волосами королей с помощью специальных методов шампуня, которым он научился у Великих Моголов
Технологии
Фетхуллах Ширази был персидским ученым и инженером-механиком. Ему приписывают разработку залповой пушки для армии Акбар-шаха.
Акбар Шах впервые применил металлические снаряды цилиндрической формы против боевых слонов в битве при Санбале.
В 1657 году армия Великих Моголов применила ракеты во время осады Бидара. Силы князя Еврангзеба хотели разрушить стены замка, используя ракеты и ручные гранаты. Сиди Марджан был смертельно ранен, когда ракетный удар попал в пороховой склад, а после 27 дней ожесточенных боев Бидар был захвачен войсками Великих Моголов.
Ракеты, которые позже использовались Майсуром против сил навабов региона Карнатик во время осады Джинджи, были улучшенной версией ракет, использовавшихся в армии Великих Моголов.

## Армия Великих Моголов

### Порох в военном деле

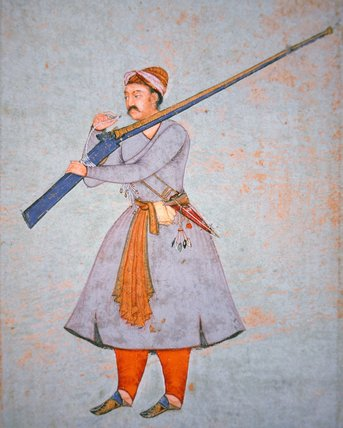
Могольская винтовка с фитильным замком, XVI век

Империя Великих Моголов была одной из трёх исламских пороховых империй, наряду с Османской империей и Сефевидской Персией. К тому времени, когда губернатор Лахора Даулат Хан Лоди пригласил его поддержать его восстание против Ибрахим-шаха Лоди, Бабур был знаком с пороховым огнестрельным оружием и полевой артиллерией, а также с методами их применения. Бабур нанял османского эксперта Устада Али Кули, который показал Бабуру стандартное османское построение — пехоту, оснащённую артиллерией и огнестрельным оружием, защищённую повозками в центре и конными лучниками на обоих флангах. Бабур использовал это построение в Первой битве при Панипате в 1526 году, где афганские и раджпутские силы, верные Делийскому султанату, хотя и превосходили их по численности, но не имели порохового оружия, были разбиты. Решающая победа сил Тимуридов является одной из причин, по которой на протяжении всей истории империи противники редко встречались с князьями Великих Моголов в генеральных сражениях. В Индии бронзовые ружья были обнаружены в Каликуте (1504) и Диу (1533). Фатхуллах Ширази (ок. 1582), персидский эрудит и инженер-механик, работавший на Акбара, разработал ранний многозарядный выстрел. В отличие от полиболов и многозарядных арбалетов, использовавшихся ранее в Древней Греции и Китае соответственно, скорострельное ружье Ширази имело несколько стволов, которые стреляли из ручных пушек, заряжённых порохом. Его можно считать вариантом залпового ружья.

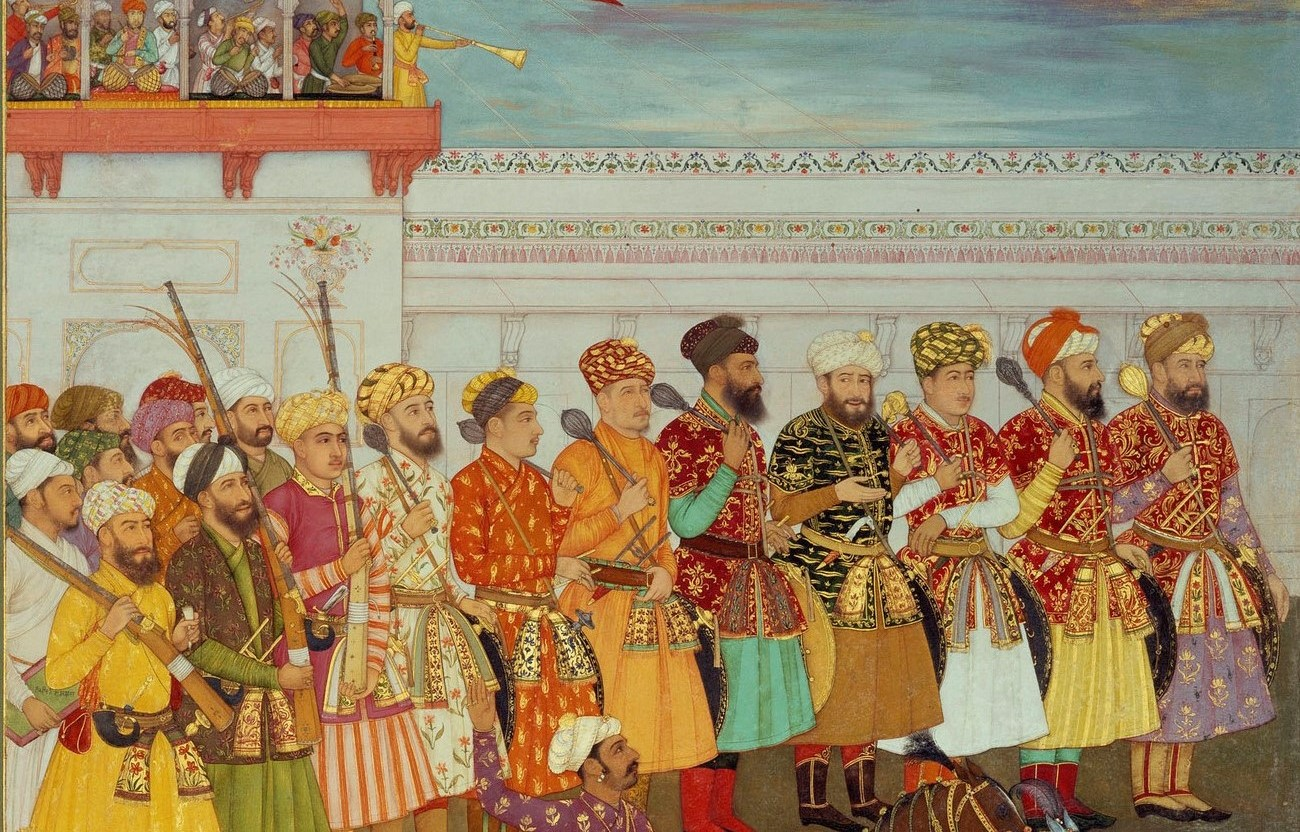
Могольские мушкетёры, XVII век

К XVII веку индийцы производили разнообразное огнестрельное оружие; в частности, крупные орудия достигли в Танджуру, Дакку, Биджапуру и Муршидабад.

### Ракетная техника и взрывчатка
В XVI веке Акбар I стал первым, кто инициировал и применил ракеты с металлическими цилиндрами, особенно против боевых слонов, во время битвы при Санбале. В 1657 году армия Великих Моголов использовала ракеты во время осады Бидара. Силы принца Аурангзеба выпустили ракеты и гранаты, взбираясь на стены. Сиди Марджан был смертельно ранен, когда ракета попала в его большой склад пороха, и после двадцати семи дней тяжёлых боёв Бидар был захвачен Моголами.
В «Истории греческого огня и пороха» Джеймс Риддик Партингтон описал индийские ракеты и взрывные мины таким образом:

Индийские военные ракеты <…> были грозным оружием до того, как такие ракеты были использованы в Европе. У них были бамбуковые стержни, к стержню привязан корпус ракеты и железные наконечники. Их наводили на цель и стреляли зажиганием предохранителя, но траектория была довольно беспорядочной. Применение мин и противомин с разрывными зарядами пороха упоминается ещё во времена Акбара и Джахангира.Оригинальный текст (англ.)The Indian war rockets <…> were formidable weapons before such rockets were used in Europe. They had bam-boo rods, a rocket-body lashed to the rod, and iron points. They were directed at the target and fired by lighting the fuse, but the trajectory was rather erratic. The use of mines and counter-mines with explosive charges of gunpowder is mentioned for the times of Akbar and Jahangir.